# Isaac Lihadji
Isaac Lihadji, född 10 april 2002, är en fransk fotbollsspelare som spelar för qatariska Al-Duhail.

## Klubbkarriär

### Marseille
Lihadji började spela fotboll i FC Septèmes 2011 och gick till Marseille som 12-åring 2014. Lihadji debuterade i Ligue 1 den 24 september 2019 i en 0–0-match mot Dijon, där han blev inbytt i den 78:e minuten mot Hiroki Sakai. Lihadji spelade två ligamatcher i Ligue 1 under säsongen 2019/2020 samt nio matcher och ett mål för reservlaget i Championnat National 2.

### Lille
Den 2 juli 2020 värvades Lihadji av Lille och skrev där på sitt första proffskontrakt. Lihadji debuterade den 25 september 2020 i en 2–0-vinst över Nantes, där han blev inbytt i den 78:e minuten mot Luiz Araújo. Lihadji gjorde sin Europa League-debut den 5 november 2020 i en 3–0-vinst över AC Milan, där han blev inbytt i den 65:e minuten mot Jonathan Ikoné. Lihadji spelade totalt 21 tävlingsmatcher under säsongen 2020/2021.

### Sunderland
Den 26 januari 2023 värvades Lihadji av Sunderland, där han skrev på ett 2,5-årskontrakt med option på ytterligare ett år.

### Al-Duhail
Den 5 augusti 2023 värvades Lihadji av qatariska Al-Duhail.

## Landslagskarriär
I april 2019 blev Lihadji uttagen i Frankrikes trupp till U17-Europamästerskapet 2019 i Irland. Han spelade fyra matcher under turneringen innan Frankrike blev utslagna av Italien i semifinalen.
I oktober 2019 blev han uttagen i Frankrikes trupp till U17-världsmästerskapet 2019 i Brasilien. Han gjorde mål i de två första gruppspelsmatcherna mot Chile och Sydkorea samt ett mål i kvartsfinalen mot Spanien. Lihadji gjorde totalt tre mål och två assist på sju matcher under turneringen där Frankrike slutade på 3:e plats efter vinst i bronsmatchen mot Nederländerna.
I november 2020 blev Lihadji för första gången uttagen i Frankrikes U21-landslag som ersättare till lagkamraten Jonathan Ikoné. Han debuterade och gjorde ett mål den 12 november 2020 i en 5–0-vinst över Liechtenstein.

## Meriter
Lille
- Vinnare av Ligue 1: 2020/2021

 Frankrike U17
- Tredje plats i U17-världsmästerskapet: 2019